# Acartia negligens
Acartia negligens är en kräftdjursart som beskrevs av James Dwight Dana 1849. Acartia negligens ingår i släktet Acartia och familjen Acartiidae. Inga underarter finns listade i Catalogue of Life.